# Towarzystwo Biblijne w Polsce
Towarzystwo Biblijne w Polsce (wcześniej znane jako Brytyjskie i Zagraniczne Towarzystwo Biblijne w Warszawie) – międzywyznaniowe towarzystwo działające na terenie Polski od października 1816 roku, którego celem jest rozpowszechnianie Pisma Świętego wśród wiernych różnych wyznań. Towarzystwo Biblijne w Polsce jest członkiem stowarzyszonym Polskiej Rady Ekumenicznej oraz członkiem stowarzyszonym Zjednoczonych Towarzystw Biblijnych zrzeszających 146 krajowych Towarzystw Biblijnych na całym świecie.
Mottem Towarzystwa są słowa Ewangelii według św. Mateusza 24,35: „Niebo i ziemia przeminą, ale Moje słowa nie przeminą”. Do roku 1990 działało pod nazwą „Brytyjskie i Zagraniczne Towarzystwo Biblijne w Warszawie” i było oddziałem Brytyjskiego i Zagranicznego Towarzystwa Biblijnego.
Od 2022 prezesem Komitetu Krajowego Towarzystwa jest prezbiter Leszek Wakuła.

## Tło historyczne
W 1804 powstało w Anglii Brytyjskie i Zagraniczne Towarzystwo Biblijne (British and Foreign Bible Society), które postawiło sobie za cel publikację w językach narodowych Biblii bez komentarzy i uwag. Miało ono charakter międzynarodowy i ponadkościelny. Fundusze na swoją działalność pozyskiwało ono z dobrowolnych datków oraz składek członkowskich. Chociaż Towarzystwo to zostało założone przez protestantów, publikowało także katolickie przekłady Pisma Świętego, a od 1813 rozpowszechniało również Biblie w przekładach katolickich razem z księgami deuterokanonicznymi (w nazewnictwie protestanckim apokryfami).
W październiku 1810 Towarzystwo Biblijne w Berlinie wydrukowało Biblię w języku polskim; był to przekład Biblii gdańskiej. Rozpowszechnianie tego przekładu powierzono Komitetowi Towarzystwa w Królewcu, który starał się zaopatrzyć w Biblię i Nowy Testament możliwie jak najwięcej polskich szkół. Pomimo trudnej sytuacji politycznej (okres wojen napoleońskich) i ograniczonych funduszy, w ciągu kilku lat udało się rozprowadzić łącznie 8000 egzemplarzy całej Biblii oraz 4000 egzemplarzy Nowego Testamentu z Psalmami w języku polskim.

### Założenie Towarzystwa w Polsce
W 1814 podjęto pierwsze próby założenia polskiego towarzystwa biblijnego w Warszawie, jednak sprzeciwiał się temu zdecydowanie arcybiskup gnieźnieński Ignacy Raczyński i poinformował o tych planach papieża. Jednak przedstawiciele Brytyjskiego i Zagranicznego Towarzystwa Biblijnego nie ustawali w wysiłkach utworzenia towarzystwa biblijnego w Polsce, starając się przekonać do tych planów wpływowe osobistości z kręgów arystokracji oraz otoczenia cara. Cesarz rosyjski wyraził zgodę na utworzenie Towarzystwa Biblijnego w Warszawie, aby osłabić wpływy Kościoła katolickiego w Polsce.
Propozycję założenia w Warszawie złożył przybyły w roku 1816 przedstawiciel Brytyjskiego i Zagranicznego Towarzystwa Biblijnego w Londynie duchowny anglikański ks. Robert Pinkerton. W październiku 1816 powstał polski oddział BiZTB. Prezesem Towarzystwa został książę Adam Jerzy Czartoryski, wiceprezesami ks. bp Franciszek Skarbek-Malczewski i ks. bp Jan Paweł Woronicz, a do zarządu weszli ponadto: ks. Stanisław Staszic, Stanisław Kostka Potocki, Julian Ursyn Niemcewicz, ks. Karol Diehl (ewangelik reformowany), Samuel Bogumił Linde (luteranin), Jerzy Samuel Bandtkie (luteranin) i inni. Na pierwszym posiedzeniu podjęto decyzję o wydaniu 10 tysięcy egzemplarzy Biblii w tłumaczeniu ks. Jakuba Wujka. W sumie w pierwszym roku działalności rozpowszechniono około 18 000 egzemplarzy Pisma Świętego. W latach 1821–1856 Towarzystwo Biblijne w Polsce wydało 16 polskich wydań Biblii oraz Nowego Testamentu. W latach 1870–1890 rozprowadzano co roku od 11 do 30 tysięcy egzemplarzy Pisma Świętego.
W XIX wieku towarzystwo wydawało Biblię gdańską dla protestantów i Biblię Wujka dla katolików. Okres I wojny światowej spowodował wstrzymanie działalności, którą wznowiono w roku 1920. Wieloletnim dyrektorem został Aleksander Enholc. W roku 1921 rozpowszechniono ponad 55 tysięcy egzemplarzy Biblii. Do II wojny światowej wydano 5 edycji Biblii rozpowszechniając co roku od 30 do 40 tysięcy egzemplarzy. W roku 1938 ilość rozprowadzonych egzemplarzy wzrosła do 130 tysięcy. W tym samym roku wydano również nowy przekład Psalmów ks. Jana Szerudy.
Po II wojnie światowej Towarzystwo Biblijne w Polsce wznowiło swoją działalność w roku 1947. Łącznie z wydaniami opublikowanymi za granicami kraju w latach 1947–1962 wydano osiem edycji Pisma Świętego w przekładzie z języków oryginalnych, dwie edycje Biblii Wujka oraz osiem edycji Nowego Testamentu. Towarzystwo Biblijne w Polsce przyjęło też na siebie finansowanie nowego tłumaczenia Biblii na język polski, znanego jako Nowy Przekład.
W roku 1990 polski oddział Brytyjskiego i Zagranicznego Towarzystwo Biblijne uzyskał legalizację jako samodzielna i niezależna organizacja międzywyznaniowa. Przyjął on nazwę „Towarzystwo Biblijne w Polsce”. Powołano wówczas organ naczelny – Komitet Krajowy Towarzystwa Biblijnego, w którym znaleźli się przedstawiciele jedenastu Kościołów (Rzymskokatolickiego, Prawosławnego, Ewangelicko-Augsburskiego, Ewangelicko-Reformowanego, Ewangelicko-Metodystycznego, Polskokatolickiego, Starokatolickiego Mariawitów, Chrześcijan Baptystów, Adwentystów Dnia Siódmego, Zielonoświątkowego i Zborów Chrystusowych).

## Działalność Towarzystwa

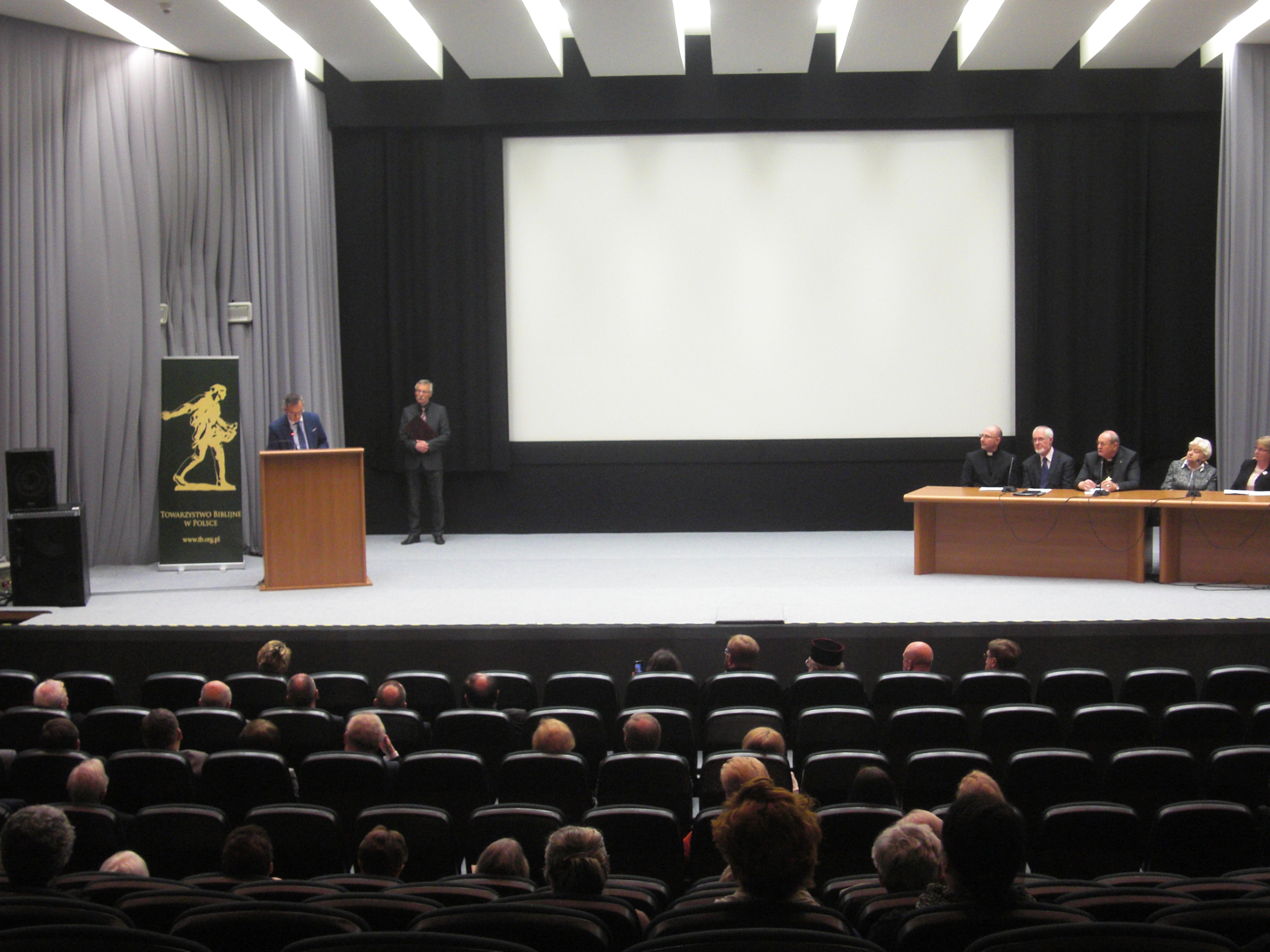
Prezentacja ekumenicznego przekładu Starego Testamentu – Pięcioksięgu, 27 kwietnia 2015 w Sali im. Stefana Dembego Biblioteki Narodowej w Warszawie

Od 1815 do lat 70. XX wieku Towarzystwo wydrukowało i rozpowszechniło 41 wydań Biblii i Nowego Testamentu w przekładzie Jakuba Wujka oraz 34 wznowienia Ewangelii i innych części Biblii o łącznym nakładzie 534,5 tysiąca egzemplarzy. Dane te są jednak niepełne ze względu na luki w źródłach.
W okresie Polski Ludowej polski oddział Brytyjskiego i Zagranicznego Towarzystwa Biblijnego starał się służyć wiernym wszystkich Kościołów. W 1975 Towarzystwo wydało Biblię warszawską, będącą do dziś najpopularniejszym przekładem w Kościołach protestanckich. W 1991 ukazało się protestanckie tłumaczenie Nowego Testamentu we współczesnym języku polskim.
Towarzystwo Biblijne jest inicjatorem Ekumenicznych Dni Biblijnych.
Najważniejsze przekłady Biblii wydane w XX i XXI wieku przez Towarzystwo Biblijne:
- Biblia warszawska (protestancka, 1975)
- Nowy Testament, Współczesny Przekład (protestancki, 1991)
- Biblia warszawsko-praska (katolicka, 1997)
- Biblia Ekumeniczna (2018)[14]

W latach 1816–2016 Towarzystwo Biblijne rozpowszechniło blisko 16 milionów egzemplarzy różnych przekładów Pisma Świętego.

## Dyrektorzy
(lista niepełna)
- od 1816–? – Adam Jerzy Czartoryski
- ? – Vieweger
- 1920–1967 – Aleksander Enholc
- 1967–2003 – Barbara Enholc-Narzyńska
- 2003–2020 – Małgorzata Platajs
- od 2020 – Jadwiga Zalisz[16].

## Siedziby Towarzystwa
- od października 1816 do? – Pałac Czartoryskich w Warszawie
- od 1920 do 1927 – ul. Hortensji 3 (obecnie ul. W. Górskiego)
- od 1927 do 1944 – Aleje Jerozolimskie 15 (budynek został całkowicie zniszczony w trakcie powstania warszawskiego)
- od sierpnia 1947 do listopada 2004 – ul. Nowy Świat 40 (w odremontowanym na własny koszt budynku)
- przełom lat 2004 i 2005 – ewangelicko-augsburski kościół pw. Wniebowstąpienia Pańskiego przy ul. Puławskiej 2
- od 2005 – ul. Marszałkowska 15A

## Kościoły członkowskie
- Kościół Adwentystów Dnia Siódmego w RP
- Kościół Chrystusowy w RP
- Kościół Chrześcijan Baptystów w RP
- Kościół Ewangelicko-Augsburski w RP
- Kościół Ewangelicko-Metodystyczny w RP
- Kościół Ewangelicko-Reformowany w RP
- Kościół katolicki w Polsce
- Kościół Polskokatolicki w RP
- Kościół Starokatolicki Mariawitów w RP
- Kościół Zielonoświątkowy w RP
- Polski Autokefaliczny Kościół Prawosławny